# Rogers (Arkansas)
Rogers – miasto w Stanach Zjednoczonych, w stanie Arkansas, w hrabstwie Benton. Jest 6. co do wielkości miastem stanu Arkansas i należy do obszaru metropolitalnego Fayetteville.

## Demografia
Według danych z 2021 roku liczy 71,1 tys. mieszkańców, w tym 20,4% urodziło się za granicami Stanów Zjednoczonych. Skład rasowy wyglądał następująco:
- biali nielatynoscy – 54,6%
- Latynosi – 34,4% (w większości Meksykanie, ale także Salwadorczycy i inni)
- rasy mieszanej – 14,1%
- Azjaci – 2,7%
- czarni lub Afroamerykanie – 1,7%
- z wysp Pacyfiku – 1,1%
- rdzenni Amerykanie – 0,7%.